# سرابجيت (فلم)
سرابجيت (بالإنجليزية: Sarbjit) هو فيلم سيرة ذاتية ودراما تم إنتاجه في الهند وصدر في سنة 2016. الفيلم من إخراج أومونغ كومار، ومن بطولة آيشواريا راي ورانديب هودا وقد لعب دور سرابجيت سينغ الذي تدور قصة الفيلم حوله، وهو رجل هندي حكم عليه بالإعدام من قبل المحكمة العليا في باكستان سنة 1991، ومن ثم قضى 22 عاماً في السجن بتهمة الإرهاب والتجسس المزعوم بينما تلعب ريشا تشادا ودارشان كومار أدوارا مساندة.

## القصة
استناداً إلى قصة حقيقية، يعيش المزارع سرابجيت سينجا في إحدى قرى البنجاب الهندية، ويتكسب قوت يومه من عمله في مزارع أشخاص آخرين، لكنه في يوم من الأيام يتم القبض عليه من قبل السلطات الباكستانية بسبب عبوره للحدود وهو بحالة سكر شديد، اتهمته السلطات الباكستانية بالتجسس لصالح الهند، ثم وبسبب تشابه الأسماء اتهمته بالتسبب بانفجارات سابقة في لاهور. ومن أجل أن يعترف سرابجيت بالتهمة الموجهة له تعرض لأشكال مختلفة من التعذيب الوحشي داخل السجن، مما أجبره على الاعتراف. ويقع ضحية للتعذيب الوحشي الذي تمارسه الشرطة الباكستانية داخل السجن.
أخيراً حكم عليه بالإعدام دون أن يتم وضع وقت محدد للتنفيذ، بدأت أخت سرابجيت نضالها من أجل الإفراج عنه. كما حاولت التقريب بين الباكستانيين والهنود، مما جعلها تزوره هي وزوجته وابنتاه في السجن لعدة مرات. لكن كل محاولاتها للإفراج عنه باءت بالفشل. رغم تعرضها لجميع أنواع الإحباط والتهديد بالقتل من حركة طالبان إلا أنها استمرت بالمحاولة لإبراز الحقيقة حتى مقتله بالسجن على أيدي سجناء آخرين.

## وصلات خارجية
- سرابجيت على موقع IMDb (الإنجليزية)
- سرابجيت على موقع قاعدة بيانات الأفلام العربية
- سرابجيت على موقع فيلمافينيتي (الإسبانية)
- سرابجيت على موقع قاعدة بيانات الفيلم (الإنجليزية)
- سرابجيت على موقع ليتربوكسد (الإنجليزية)
- سرابجيت على موقع كينوبويسك (الروسية)